# Bassano in Teverina
Bassano in Teverina è un comune italiano di 1 279 abitanti della provincia di Viterbo nel Lazio.

## Geografia fisica

### Territorio
Bassano in Teverina si trova al confine tra il Lazio e l'Umbria, a Nord-Est di Viterbo e ad Ovest di Orte, ed è posto in posizione dominante rispetto alla sottostante valle del Tevere, sulle ultime propaggini settentrionali dei monti Cimini.
Il paese presenta diverse località, tra cui Valle Rote, Fondo di Cinio, Poggio Zucco e Poggio Ruzzolo.

### Clima
- Classificazione climatica: zona D, 2060 GR/G

## Storia
L'origine del paese è estremamente incerta. La terminazione del nome, derivante dal suffisso aggettivale latino -anus, riporta all'epoca romana e, unita alla radice del nome, ricorda il gentilizio (Bassus) di un personaggio che nella zona possedeva i latifondi: Bassus>Bassanus>Bassano.
Il centro di Bassano in Teverina nasce su uno sperone tufaceo in posizione leggermente arretrata rispetto alla valle del Tevere, della quale sovrasta una parte. La sua posizione, nascosta dai poggi circostanti, non consente facilmente la visibilità di località confinanti come Mugnano, Attigliano, Chia e Bomarzo. Un sistema di avvistamento e di comunicazione doveva però esistere grazie ai poggi Sasso Quadro (m 324 s.l.m.) e Poggio Zucco (m 318 s.l.m.), collegati direttamente a Bassano attraverso antichi percorsi viari e sedi di antichi insediamenti, testimoniati da resti di edifici e di altre costruzioni.
A valle del paese, a non molta distanza dal Tevere, si trova il lago di Vladimonio o lago Vadimone, localmente noto come il "Laghetto", descritto da Plinio il Giovane come "una ruota messa a giacere, con una circonferenza in tutto regolare, di colore più pallido, più verde e più intenso del marino". Oggi quasi del tutto interrato, è periodicamente alimentato da sorgenti sulfuree che vi riversano acque lattiginose, le quali, unitamente alla vegetazione palustre e ai depositi minerali, formano ammassi di una certa consistenza che devono aver suggerito l'idea delle "isole galleggianti" di cui scrissero alcuni autori latini. Ai tempi dei romani il lago, chiamato Lacus Vladimonis, oltre ad essere più ampio, era pure considerato sacro: in prossimità delle sue sponde gli Etruschi compivano riti e feste periodiche, mentre nelle sue acque i Romani immergevano le armi per renderle invitte.
Sorto sulle ultime pendici dei monti Cimini, Bassano rappresentava un punto di passaggio obbligatorio lungo il percorso che da Soriano portava al Tevere ed esercitava anche un'importante funzione strategica sulla valle.
Già abitato in epoca etrusca, venne abbandonato durante la dominazione dei Romani, che avevano conquistato tutta la zona circostante ed espugnato il territorio dopo due cruente battaglie: la prima nel 309 a.C., sotto la guida del console Quinto Fabio Rulliano e la seconda nel 283 a.C., con la quale sconfissero definitivamente gli Etruschi ed i Senoni, una popolazione di origine gallica che aveva precedentemente occupato il territorio. Secondo una leggenda, in quell'occasione le acque del fiume Tevere si tinsero di rosso e trasportarono con esse i cadaveri dei nemici fino a Roma, annunciando alla popolazione la vittoria.
Una volta impossessatisi del luogo, i Romani, per consolidare l'acquisito dominio sulle genti etrusche e vigilare sulla navigazione tiberina, fondarono su queste colline un castrum, identificato col nome di Castrum Amerinum (si crede sia l'attuale Palazzolo di Vasanello), stando ad una carta topografica realizzata dalla famiglia Mattei nella seconda metà del XVII secolo.
Il sito venne recuperato fra il IX e il X secolo quando, sotto la minaccia degli Ungari, tornò ad assumere importanza sia per la posizione facilmente difendibile che per la vicinanza con la via Amerina, strada romana in quei tempi ancora in uso.
Il nome di Bassano in Teverina compare per la prima volta agli inizi del secondo millennio.
Secondo la tradizione, la Contessa Matilde di Canossa, proprietaria di vasti possedimenti nel viterbese, avrebbe donato il borgo ed altri luoghi della Teverina al pontefice Gregorio VII nel 1070.
A testimonianza di ciò vi è anche una bolla di Innocenzo III risalente al 1212, in cui si asserisce che in quella data tale feudo apparteneva alla Camera Apostolica già da molto tempo. Il paese, dunque, si trovò sempre sotto la protezione della Chiesa, al riparo dagli attacchi dei potenti comuni vicini, soprattutto quello di Orte.
Tra il 1298 il 1377 venne eretto a Comune, ma sempre e comunque alla dipendenza diretta della Santa Sede. Nel 1437 la diocesi di Orte, della quale Bassano faceva parte, venne unita a quella di Civita Castellana.
Nel 1527, Papa Clemente VII donò il feudo al nobile napoletano Alfonso Lagne, alla cui morte tornò sotto il governo della Camera Apostolica. Nel 1559, l'insieme fu venduto da Pio IV al Cardinale Cristoforo Madruzzo, al fratello Nicola ed al nipote Fortunato. Un ventennio dopo, il cognato di quest'ultimo, Cardinale Marco Sittico Altemps, acquistò il feudo e ordinò la costruzione di un suo palazzo, ma alla fine del secolo il territorio venne definitivamente riconsegnato nelle mani della Camera Apostolica, che se ne occupò per numerosi altri anni a venire.
Nel Seicento sembra che Bassano abbia attraversato un periodo di relativa prosperosità, a
giudicare dalle opere pubbliche e da istituzioni economiche come il Banco delle Civitelle, il
Monte di Pietà e il Monte della Semenza.
Durante il secolo successivo e per parte dell'Ottocento si registrò una calo demografico e
un generale dissesto dovuto a lotte intestine tra due opposte fazioni: la famiglia Andreuzzi, i
maggiori proprietari terrieri, e i Verga, famiglia emergente il cui capostipite era stato
nominato esattore delle tasse.
Nel 1929 il comune di Bassano, piuttosto debole e piccolo, fu appoggiato a quello di Orte, per tornare ad essere autonomo solamente nel 1958. Il 25 novembre del 1943, in piena seconda guerra mondiale, esso subì gravi danni a causa di una tremenda esplosione che squassò la zona: un treno tedesco carico di munizioni in sosta nella sottostante stazione saltò in aria, creando uno spostamento d'aria che sollevò tetti e distrusse muri del vecchio borgo, costringendo la popolazione ad abbandonarlo e rendendolo inabitabile per alcuni decenni.
Da qualche anno il borgo antico risulta essere interessato da una serie di interventi di recupero: sono stati ristrutturati per iniziativa pubblica 31 alloggi ERP per 10.000 m3. Nel 2002 si è provveduto, inoltre, al consolidamento del costone tufaceo su cui poggia gran parte del borgo.

### Simboli
Lo stemma del Comune, concesso dal Presidente della Repubblica il 26 giugno 2006, si blasona:
(D.P.R. 26.06.2006)
Il gonfalone è un drappo di rosso.
Lo stemma richiama alla memoria l'epoca medievale, quando Bassano consolidò il suo castello e lo trasformò in uno dei più solidi manieri fortificati della zona che, dopo le invasioni barbariche, entrò a far parte dei territori della Chiesa.

## Monumenti e luoghi d'interesse

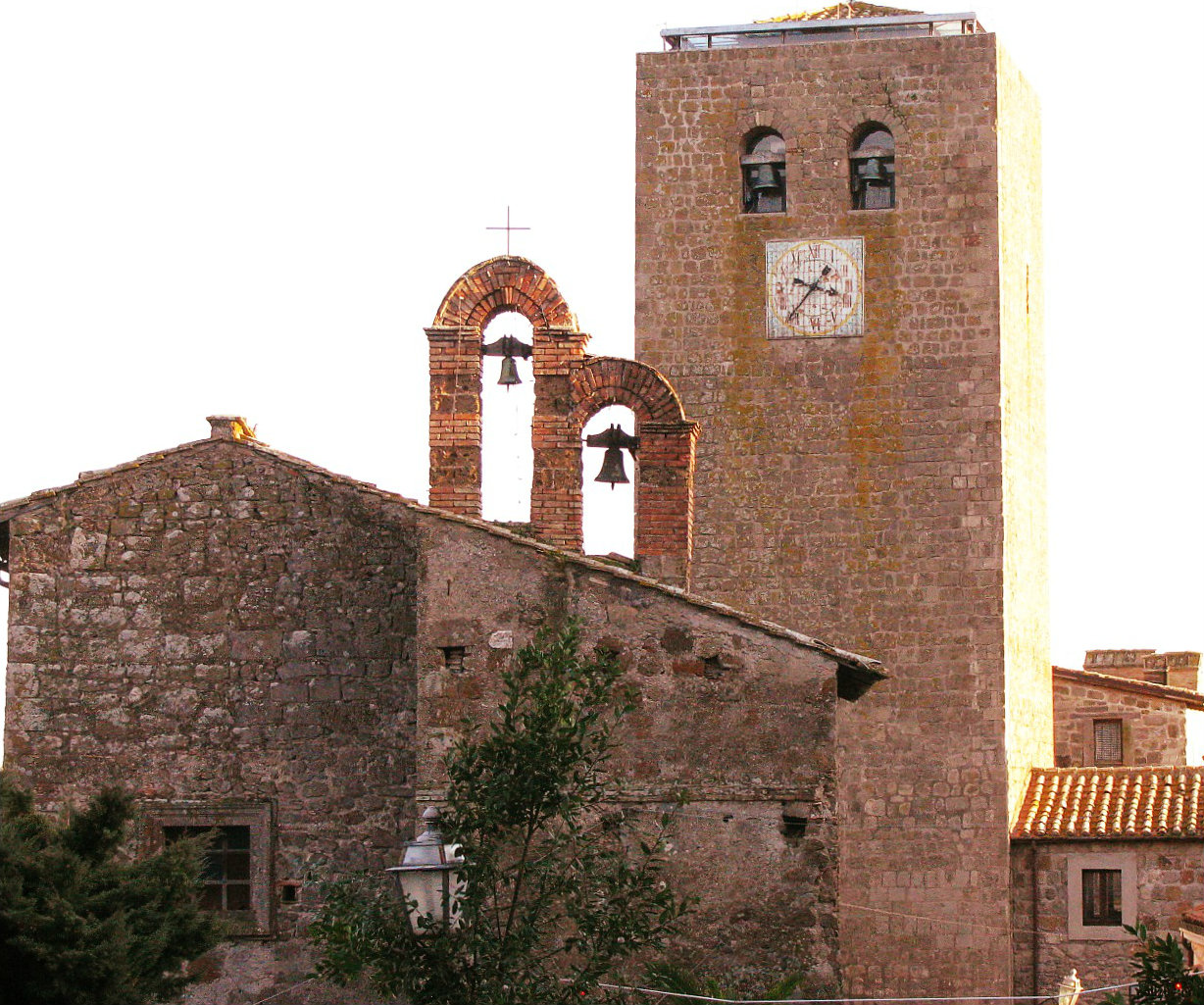
Torre dell'Orologio e Chiesa di Santa Maria dei Lumi

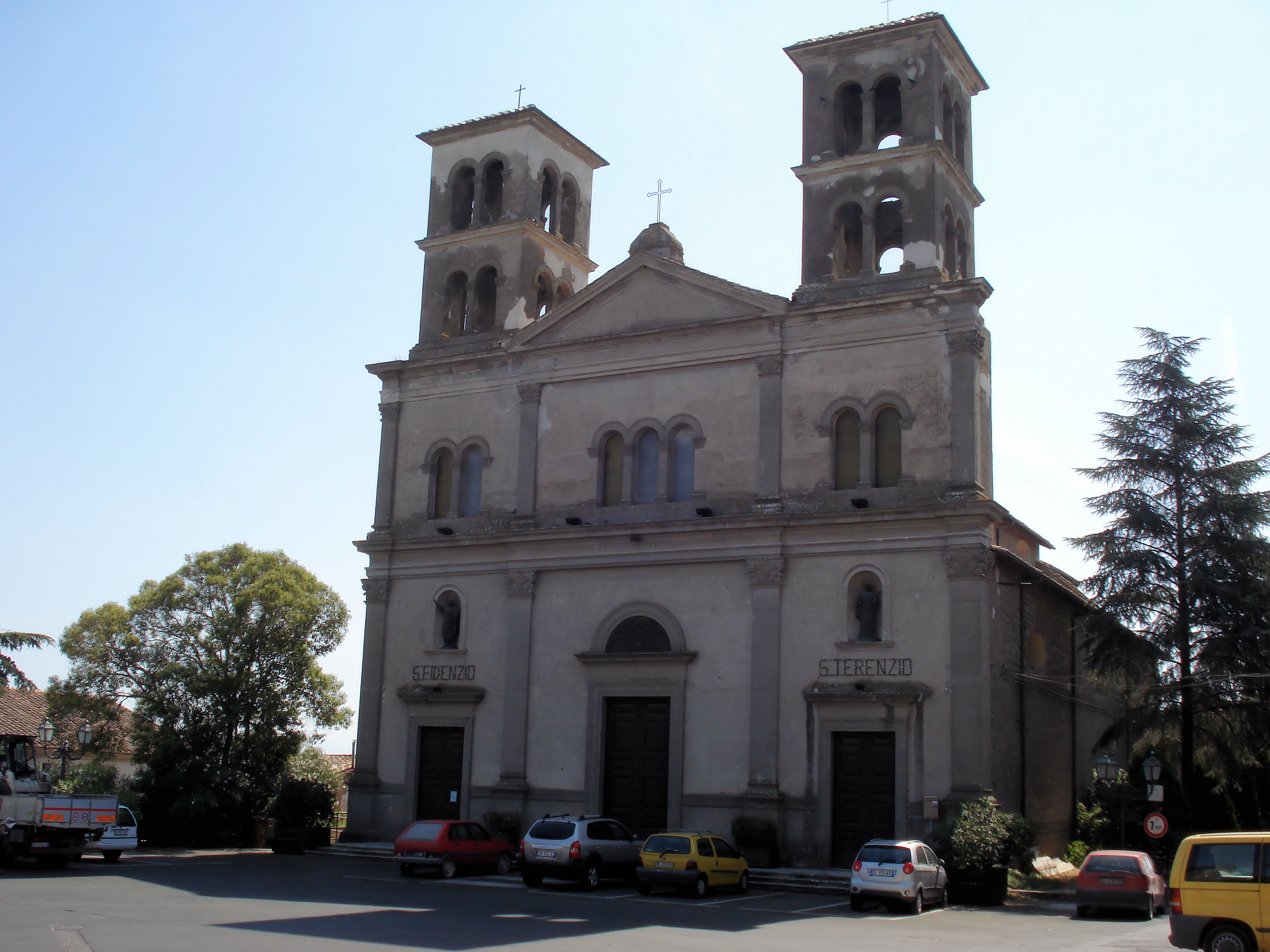
Chiesa dell'Immacolata Concezione

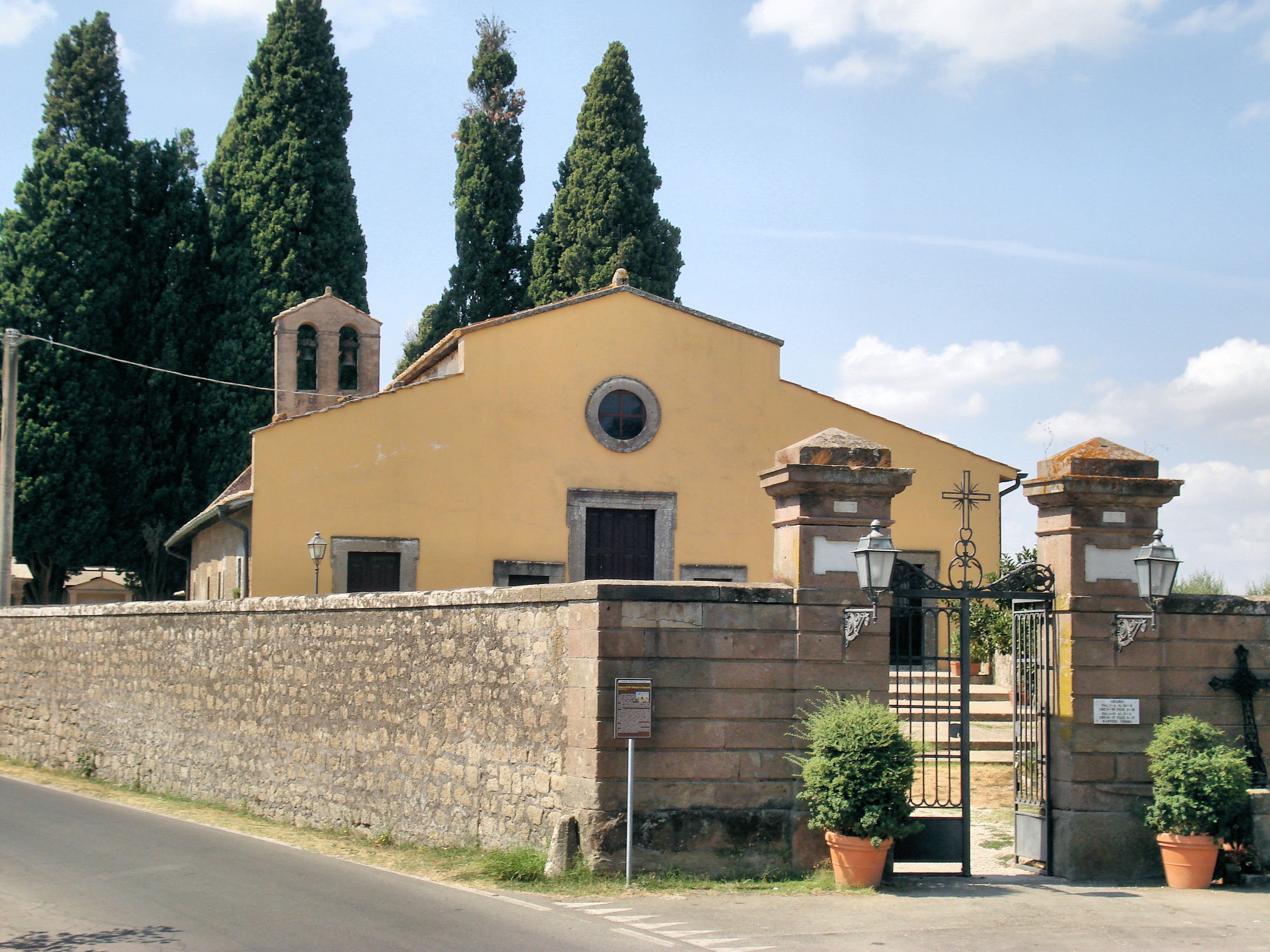
Chiesa dei Santi Fidenzio e Terenzio

### Architetture religiose
- Chiesa di Santa Maria dei Lumi
- Chiesa dell'Immacolata Concezione
- Chiesa dei Santi Fidenzio e Terenzio
- Madonna della Quercia - Fu costruita tra il 1674 ed il 1678 per dare una degna sistemazione alla tegola con l'immagine della Madonna col Bambino, collocandola in un'edicola (si scelse una quercia che si trovava in una radura nella macchia del Poggio) attorno alla quale venne costruito l'edificio. Oltre a un affresco seicentesco con la Crocifissione, la chiesa ospita una tela del pittore Brandi (1947) con i Santi Fidenzio e Terenzio, proclamati protettori di Bassano nel 1632.
- Chiese di Sant'Anna e di San Biagio - La prima è una piccola chiesetta situata appena fuori dal borgo antico, nel rione Pagliarone; la seconda è una chiesa perduta situata nel borgo, di fronte alla Fontana Vecchia.

### Architetture civili
- Anfiteatro Giovanni Paolo II e Scacchiera - Siti realizzati durante le ultime ristrutturazioni del borgo: ospitano diverse manifestazioni nel periodo estivo.

### Architetture militari
- Torre dell'Orologio

### Altro
Belvedere
Si può ammirare un ampio panorama della sottostante valle del Tevere e dei paesi umbri confinanti.
Fontana Vecchia
Venne fatta costruire nel 1576 dal cardinale Cristoforo Madruzzo. Su di essa appare la scritta: “CHRIST MAD EPVS PORTV CARD TRIDENT AD SVI SVORONIVM COMODU EREXIT ANO MDLXXVI” (Cristoforo Madruzzo, vescovo di Porto, cardinale tridentino, eresse nell'anno 1576 per il proprio vantaggio e per quello di tutti i suoi). La fontana è incassata in una nicchia coperta da una volta a botte, il cannello si riversa in una vasca rettangolare dalla quale si innalzano quattro semi-pilastri muniti di capitelli modanati fortemente aggettanti. Nella chiave di volta v'è uno stemma ormai illeggibile, verosimilmente quello della famiglia Madruzzo.
Poggio Zucco e Sasso Quadro
Alture utilizzate in tempi antichi come sistemi di avvistamento e comunicazione; il primo presenta una necropoli di tombe etrusche, il secondo presenta rocce lavorate in nicchie, scalini e cavità.
Piazze
Bassano in Teverina presenta le seguenti piazze:
- Piazza della Libertà
- Piazza Antonio Gramsci
- Piazza Giuseppe Garibaldi
- Piazza San Rocco
- Piazza Nazario Sauro
- Piazza Aldo Moro
- Piazza Finzi
- Piazza Mario Castellacci
- Piazzale Giuseppe Verdi
- Largo Donatori di Sangue
- Largo Lagardelle-sur-Léze
- Giardino Poggio Fiorito

## Società

### Evoluzione demografica
Abitanti censiti

## Economia
Di seguito la tabella storica elaborata dall'Istat a tema Unità locali, intesa come numero di imprese attive, ed addetti, intesi come numero addetti delle unità locali delle imprese attive (valori medi annui).
|                     | 2015                  |                              |                            |                |                       |                     | 2014                  |                | 2013                  |                |
| ------------------- | --------------------- | ---------------------------- | -------------------------- | -------------- | --------------------- | ------------------- | --------------------- | -------------- | --------------------- | -------------- |
|                     | Numero imprese attive | % Provinciale Imprese attive | % Regionale Imprese attive | Numero addetti | % Provinciale Addetti | % Regionale Addetti | Numero imprese attive | Numero addetti | Numero imprese attive | Numero addetti |
| Bassano in Teverina | 56                    | 0,24%                        | 0,01%                      | 121            | 0,2%                  | 0,01%               | 53                    | 118            | 62                    | 127            |
| Viterbo             | 23.371                |                              | 5,13%                      | 59.399         |                       | 3,86%               | 23.658                | 59.741         | 24.131                | 61.493         |
| Lazio               | 455.591               |                              |                            | 1.539.359      |                       |                     | 457.686               | 1.510.459      | 464.094               | 1.525.471      |

Nel 2015 le 56 imprese operanti nel territorio comunale, che rappresentavano lo 0,24% del totale provinciale (23.371 imprese attive), hanno occupato 121 addetti, lo 0,2% del dato provinciale (59.399 addetti); in media, ogni impresa nel 2015 ha occupato due persone (2,16).

## Infrastrutture e trasporti

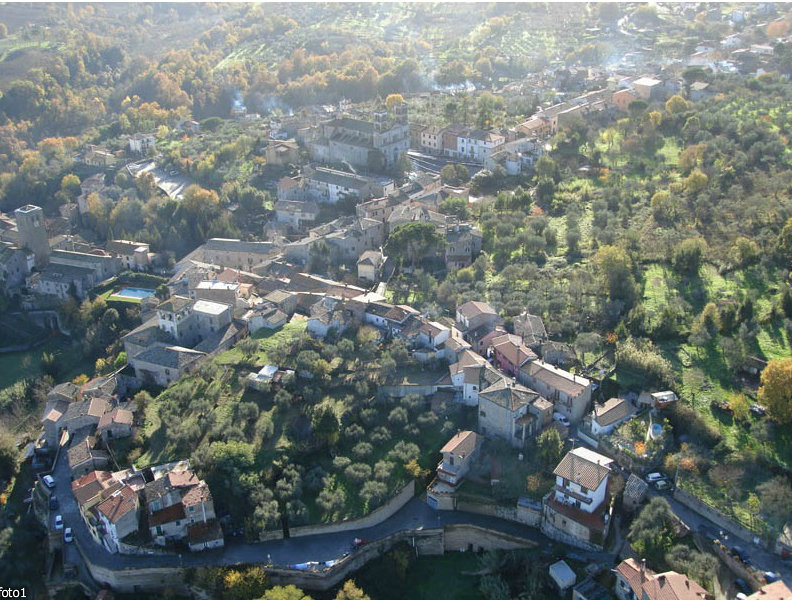
Panoramica dall'alto di Bassano in Teverina

### Strade
Bassano in Teverina, tramite la Strada Provinciale 151 (via Ortana), è collegata ad Orte e Viterbo.
Le strade principali del paese sono il viale Cesare Battisti (che si dirama dalla via Ortana e si congiunge con il vecchio borgo), la via dei SS. Fidenzio e Terenzio (localmente chiamata Via del Cimitero) e via XXV Aprile, dove ha sede il Municipio.

### Trasporti
Bassano in Teverina è raggiungibile tramite servizio COTRAL da Orte, Soriano e Viterbo.
La stazione di Bassano in Teverina sulla linea Roma-Firenze è stata dismessa nel 2012. Era comunque poco utilizzata a causa della distanza col centro abitato (si trova nella valle del Tevere) e della sua aggregazione al comune di Orte.

## Amministrazione
Nel 1927, a seguito del riordino delle circoscrizioni provinciali stabilito dal regio decreto n. 1 del 2 gennaio 1927, quando venne istituita la provincia di Viterbo Bassano in Teverina passò dalla provincia di Roma a quest'ultima, venendo aggregata al comune di Orte. Riacquistò l'autonomia comunale nel 1958.

### Gemellaggi
- Lagardelle-sur-Lèze

## Sport
La squadra di calcio di Bassano in Teverina è l'ASD Sporting Bassano in Teverina, che milita nella terza categoria, girone B del campionato Viterbese.